# Haeguk
Aster spathulifolius
Espèce
Aster spathulifolius (en coréen : 해국/Haeguk, aussi connu en anglais sous le nom de Seashore spatulate aster) est une espèce de plantes à fleurs de la famille des Asteraceae.

## Description
C'est un chrysanthème coréen poussant en bord de mer. En raison de sa petite taille et de ses feuilles épaisses, l'Haeguk résiste au vent et au froid. Il produit des fleurs violettes quand il est situé dans des endroits ensoleillés entre les rochers, de juillet à novembre. Il ne pousse qu'en Corée et au Japon. Il est originaire[réf. souhaitée] d'Ulleungdo, île coréenne, et de Dokdo (ou Takeshima) en mer du Japon. En automne, les Haeguks sont en pleine floraison, colorant Dokdo en violet.

## Systématique
Le nom correct complet (avec auteur) de ce taxon est Aster spathulifolius Maxim., 1871.
Aster spathulifolius a pour synonymes :
- Aster chusanensis Y.S.Lim, Hyun, Y.D.Kim & H.C.Shin
- Aster feddei H.Lév. & Vaniot
- Aster oharae Nakai
- Aster oharai Nakai
- Aster spathulifolium var. oharae (Nakai) Y.N.Lee
- Aster spathulifolius f. albiflorus H.Nakan.
- Aster spathulifolius f. albiflorus Håk., 1982
- Aster spathulifolius f. albus Y.N.Lee
- Aster spathulifolius f. oharae (Y.N.Lee) M.Kim
- Aster spathulifolius f. spathulifolius
- Aster spathulifolius var. oharae (Nakai) Y.N.Lee
- Aster spathulifolius var. spathulifolius
- Erigeron feddei (H.Lév. & Vaniot) Botsch.
- Erigeron oharae (Nakai) Botsch.
- Erigeron oharai (Nakai) Botsch.
- Erigeron spathulifolius var. oharae (Nakai) H.S.Pak
- Erigeron spathulifolius (Maxim.) H.S.Pak
- Heteropappus krylovianus Kom.
- Heteropappus oharae (Nakai) Kitam.
- Heteropappus oharai (Nakai) Kitam.